# Beyeria minor
Beyeria minor là một loài thực vật có hoa trong họ Đại kích. Loài này được (Airy Shaw) Halford & R.J.F.Hend. mô tả khoa học đầu tiên năm 2008.